# Gardenieae
Gardenieae, tribus broćevki, dio potporodice Ixoroideae. Sastoji se od više podtribusa i rodova rasprostranjenih po jugoistočnoj Kini, Hainanu i Vijetnamu.
Opisan 1830.

## Rodovi
- podtribus osnovna skupina Gardenieae

1. Schumanniophyton Harms (3 spp.)

- podtribus Alibertia

1. Stachyarrhena Hook. fil. (13 spp.)
2. Glossostipula Lorence (3 spp.)
3. Stenosepala C. H. Perss. (1 sp.)
4. Agouticarpa C. H. Perss. (7 spp.)
5. Kutchubaea Fisch. ex DC. (13 spp.)
6. Duroia L. fil. (37 spp.)
7. Amaioua Aubl. (12 spp.)
8. Cordiera A. Rich. (25 spp.)
9. Alibertia A. Rich. (15 spp.)
10. Melanopsidium Colla (1 sp.)
11. Riodocea Delprete (1 sp.)
12. Botryarrhena Ducke (2 spp.)

- podtribus Gardenia

1. Genipa L. (3 spp.)
2. Ceriscoides (Hook. fil.) Tirveng. (11 spp.)
3. Brenania Keay (2 spp.)
4. Gardenia Ellis (130 spp.)
5. Thaigardenia Sungkaew, Teerawat., Chamch. & K. M. Wong (3 spp.)
6. Larsenaikia Tirveng. (3 spp.)
7. Kailarsenia Tirveng. (6 spp.)
8. Adenorandia Vermoesen (1 sp.)
9. Byrsophyllum Hook. fil. (2 spp.)
10. Coddia Verdc. (1 sp.)

- podtribus Rothmannia

1. Aulacocalyx Hook. fil. (11 spp.)
2. Heinsenia K. Schum. (1 sp.)
3. Rothmannia Thunb. (23 spp.)
4. Singaporandia K. M. Wong (1 sp.)
5. Ridsdalea J. T. Pereira & K. M. Wong (34 spp.)
6. Phellocalyx Bridson (1 sp.)
7. Gardeniopsis Miq. (1 sp.)
8. Kochummenia K. M. Wong (3 spp.)

- podtribus Aidia

1. Morelia A. Rich. ex DC. (1 sp.)
2. Hyperacanthus E. Mey. ex Bridson (11 spp.)
3. Aidia Lour. (52 spp.)
4. Aidiopsis Tirveng. (2 spp.)
5. Himalrandia T. Yamaz. (2 spp.)
6. Alleizettella Pit. (2 spp.)
7. Pseudaidia Tirveng. (1 sp.)
8. Fosbergia Tirveng. & Sastre (4 spp.)
9. Aoranthe Somers (5 spp.)
10. Benkara Adans. (20 spp.)
11. Oxyceros Lour. (13 spp.)

- Podtribus Massularia

1. Massularia (K. Schum.) Hoyle (2 spp.)

- podtribus Randia

1. Tocoyena Aubl. (23 spp.)
2. Sphinctanthus Benth. (9 spp.)
3. Rosenbergiodendron Fagerl. (4 spp.)
4. Casasia A. Rich. (10 spp.)
5. Randia L. (108 spp.)
6. Melanoxerus Kainul. & B. Bremer (4 spp.)
7. Preussiodora Keay (1 sp.)
8. Pleiocoryne Rauschert (1 sp.)
9. Oligocodon Keay (1 sp.)
10. Euclinia Salisb. (2 spp.)
11. Macrosphyra Hook. fil. (3 spp.)
12. Calochone Keay (2 spp.)

- podtribus Porterandia

1. Brachytome Hook. fil. (8 spp.)
2. Dioecrescis Tirveng. (1 sp.)
3. Tamilnadia Tirveng. & Sastre (1 sp.)
4. Vidalasia Tirveng. (5 spp.)
5. Rubovietnamia Tirveng. (4 spp.)
6. Duperrea Pierre ex Pit. (1 sp.)
7. Porterandia Ridl. (23 spp.)
8. Pitardella Tirveng. (3 spp.)
9. Tarennoidea Tirveng. & Sastre (2 spp.)
10. Atractocarpus Schltr. & K. Krause (40 spp.)
11. Deccania Tirveng. (1 sp.)
12. Catunaregam Wolf (14 spp.)
13. Bungarimba K. M. Wong (4 spp.)